# Il padiglione d'oro
Il Padiglione d'oro (Kinkaku-ji) è un romanzo dello scrittore giapponese Yukio Mishima, pubblicato inizialmente a puntate sulla rivista Shinchō dal gennaio all'ottobre del 1956 e, in seguito, in volume dalla casa editrice Shinchōsha nell'ottobre dello stesso anno. Il romanzo, riconosciuto dalla maggior parte della critica giapponese come il capolavoro di Mishima, è un tentativo di mettere in forma narrativa i concetti estetici e filosofici dell'autore, in cui ogni evento della narrazione assume un significato simbolico.

## Trama
Mizoguchi, giovane balbuziente di Shiraku, villaggio vicino a Maizuru, viene cresciuto dal padre, monaco buddhista, nel culto della bellezza del Padiglione d'oro, l'edificio più celebre del complesso monastico noto come Kinkaku-ji (letteralmente "il tempio del Padiglione d'oro") di Kyōto. Fantasticare sulla magnificenza dell'edificio è l'unica consolazione del ragazzo, deriso dai coetanei per la balbuzie, la debolezza fisica e la bruttezza. Queste fantasie, tuttavia, finiscono presto con il diventare ossessive, tanto da rendere il Padiglione, ai suoi occhi, l'incarnazione stessa della bellezza, e da precludergli ogni contatto emotivo con il mondo esterno. Durante gli anni delle medie, a ridosso della guerra del Pacifico, resta scioccato nel vedere Uiko, ragazza di cui è innamorato, uccisa dal proprio amante, un disertore della marina imperiale, per aver rivelato alla polizia militare il luogo in cui si nascondeva: la ragazza diventa, ai suoi occhi, un simbolo di purezza e bellezza paragonabile al Padiglione, e ciò contribuisce a isolarlo ancora di più nel proprio mondo interiore.
Afflitto da un male incurabile, il padre di Mizoguchi porta il figlio a Kyōto per presentargli l'abate del Kinkaku-ji, suo amico di vecchia data. Per il ragazzo, il primo impatto con il Padiglione è deludente: l'edificio gli appare sgraziato e cupo. Dopo aver preso accordi con l'abate perché si prenda cura del figlio, il padre lo riporta al villaggio e qui muore. Lo choc della perdita fa rinascere nel giovane le fantasticherie sul Padiglione d'oro, presso il quale decide di trasferirsi per diventare novizio del tempio.
Mentre sui fronti del Pacifico la guerra entra nel vivo, il giovane si abitua rapidamente alla routine del Kinkaku-ji e fa amicizia con Tsurukawa, ricco e vivace ragazzo edochiano. Un giorno, nel portare il giornale all'abate, Mizoguchi legge della minaccia di bombardamenti aerei americani su Kyōto: la notizia ravviva in lui l'ossessione per il Padiglione, la cui bellezza aumenta in relazione alla possibilità che venga distrutto. Una visita della madre, che rivela al ragazzo il suo desiderio che diventi abate del Kinkaku-ji, aumenta l'ambivalenza degli impulsi del ragazzo, ugualmente attratto dall'idea di diventare capo del tempio e da quella di distruggerne la perfetta bellezza. Tuttavia, il suo secondo desiderio finirà frustrato: Kyōto viene risparmiata dai bombardamenti e il Giappone si arrende. Il giorno in cui l'imperatore Shōwa proclama la perdita del proprio status divino, l'abate recita ai ragazzi il celebre kōan "Nansen uccide il gattino", contenuto nella raccolta Mumonkan, lasciandoli perplessi.
Durante l'inverno il tempio viene visitato da un marine ubriaco delle forze di occupazione, in compagnia di una prostituta giapponese: questi spinge la ragazza a terra e ordina a Mizoguchi di calpestarla, regalandogli due stecche di sigarette come premio. Il ragazzo consegna le stecche all'abate come dono e questi lo informa di averlo iscritto all'Università Ōtani. In seguito, la prostituta torna al tempio a denunciare l'accaduto e chiede un risarcimento per l'aborto che le avrebbero procurato i calci del ragazzo. L'abate paga la donna perché ritiri le accuse e mantenga segreto l'accaduto, ma la notizia arriva comunque alle orecchie di Mizoguchi.
All'università il protagonista inizia a staccarsi da Tsurukawa, molto popolare tra i suoi compagni, per stringere amicizia con lo zoppo Kashiwagi: attratto dalla sua "deformità", in cui si rispecchia, Mizoguchi trova in lui un "cattivo maestro" che spesso si abbandona a discorsi filosofici corredati da riferimenti a celebri kōan zen. Kashiwagi gli insegna a "usare" la propria deformità (la balbuzie) per sedurre le ragazze, facendo loro provare pietà e desiderio di essere d'aiuto; per dimostrarglielo, lo invita al parco Kameyama in compagnia di due ragazze, con cui appartarsi separatamente. Tuttavia, nell'esatto momento in cui Mizoguchi sta per toccare il seno nudo della ragazza, l'immagine del Padiglione d'oro si frappone tra lui e il corpo di lei, ingrandendosi di momento in momento, fino a dargli l'impressione di coprire il mondo intero. Scopertosi impotente, il ragazzo fugge al tempio, solo per ricevere la notizia della morte di Tsurukawa in un incidente stradale.
Da quel momento, per quasi un anno, il giovane si rifiuta di incontrare Kashiwagi. Quando si rincontrano, nella primavera del 1948, il giovane zoppo gli espone la sua interpretazione del kōan "Nanzen uccide il gattino": la bellezza è come un dente marcio, va estirpata prima che infetti l'uomo che la subisce. Tuttavia, anche un tentativo di sedurre la ex ragazza di Kashiwagi, su sua istigazione, finisce per riconfermare Mizoguchi nella propria impotenza, ancora una volta causata dall'ossessione per il Padiglione.
Nel gennaio del 1949 Mizoguchi, gironzolando per le strade di Kyōto, s'imbatte nell'abate a braccetto con una geisha: sorpreso, scoppia a ridere in faccia al maestro, che reagisce con ira. Ossessionato dall'idea di riprodurre l'espressione avuta dall'abate in quel momento, Mizoguchi infila la foto di una geisha nel suo giornale mattutino, senza ottenerne reazioni significative. In seguito, il superiore lo convoca sì per lamentarsi, ma dello scarso rendimento universitario del giovane e della sua recente tendenza a contrarre debiti consistenti. Stanco dell'atmosfera che si è creata nel tempio, Mizoguchi si ritira per tre giorni a Tangoyura, sulla costa del mar del Giappone. La vista del mare agitato dal vento, fa nascere in lui un'idea estrema per uscire dalla propria impotenza: incendiare il Padiglione d'oro.
Riportato al tempio da un poliziotto, insospettitosi vedendolo vagare per la località di mare, incontra Kashiwagi che gli confessa di essere stato un intimo confidente di Tsurukawa e gli consegna una lettera dell'amico, da cui Mizoguchi capisce che l'incidente, in cui il ragazzo era morto, era in realtà un suicidio. A giugno, il ragazzo riceve dall'abate i soldi per la retta del successivo anno universitario, e decide di spenderli in un bordello: solo con una ragazza "impura" riesce a superare la sua impotenza. A fine mese, si guasta l'allarme anti-incendio del Padiglione, evento che lui interpreta come un segno propizio. Il 2 luglio il colloquio avuto con Kuwai Zenkai, stimato monaco in visita al Kinkaku-ji, lo spinge all'azione la notte stessa.

Mizoguchi irrompe nel Padiglione e vi accatasta tutti i suoi averi. Uscito per gettare nello stagno prospiciente all'edificio tutti gli oggetti non infiammabili contenuti all'interno, rimane nuovamente abbagliato dall'immagine di bellezza assoluta da cui è ossessionato. Sta per rinunciare al suo progetto criminale, quando, come un'illuminazione, gli torna in mente una citazione contenuta nel testo zen Rinzairoku:
Se incontri i tuoi antenati, uccidili 

Se incontri un venerabile asceta, uccidilo 

Se incontri tuo padre o tua madre, uccidili 

Se incontri i tuoi parenti, uccidili: 

Soltanto così potrai ottenere la liberazione 

Soltanto così sfuggirai all'intrico della materia e t'affrancherai.»
Ripresosi dalla propria apatia, Mizoguchi appicca il fuoco e fugge sulla collina che fiancheggia il tempio. Nonostante avesse acquistato dei medicinali e un coltello per suicidarsi dopo l'atto, il giovane si scopre pieno di una rinnovata vitalità. Il narratore (Mizoguchi stesso) chiude il racconto ricordandosi come, osservando le fiamme levarsi al cielo, si accese una sigaretta e pensò: "Volevo vivere".

## Gli eventi reali
Il Kinkaku-ji (il cui nome ufficiale è Rokuon-ji 鹿苑寺, letteralmente "il tempio del giardino dei cervi") venne edificato nel XIV secolo come villa dello shōgun Ashikaga Yoshimitsu e, dopo la morte di questi, convertito dal figlio Ashikaga Yoshimochi in un tempio della setta buddhista zen Rinzai. Il tempio bruciò due volte durante la guerra Ōnin (1467-1477), ma venne sempre ricostruito nelle sue fattezze originarie.
Come molte delle opere di Mishima, il romanzo si ispira a un fatto di cronaca: l'incendio avvenuto il 2 luglio 1950, per mano di un novizio del tempio, Hayashi Yoken. Secondo quanto riportato dai giornali dell'epoca, Hayashi appiccò il fuoco nel tentativo di una sorta di "doppio suicidio", essendo: la sua speranza quella di morire assieme al Padiglione. Tuttavia, pare che all'ultimo momento abbia perso coraggio e sia fuggito sulla collina dietro al tempio. Condannato a quattro anni di reclusione, venne rilasciato nell’ottobre del 1955 e morì pochi mesi dopo per tubercolosi polmonare.
Riguardo alle motivazioni del piromane, Mishima ha dichiarato in un'intervista:
(Yukio Mishima intervistato da Hideo Kobayashi)
Mishima, grazie agli atti del processo, cita nel romanzo molti dettagli dell'evento reale: dalla balbuzie e bruttezza del piromane, ai medicinali e il coltello che portò con sé per suicidarsi dopo aver appiccato l'incendio. Molti sono, inoltre, i riferimenti alla guerra del Pacifico e alla successiva occupazione del Giappone da parte delle truppe americane (ad esempio, l'episodio del marine che ordina a Mizoguchi di calpestare la prostituta).

## Pubblicazione e interpretazioni
Il Padiglione d'oro è stato il romanzo di maggior successo dell'editoria giapponese fino agli anni '80: all'uscita vendette più di centocinquantamila copie, superando il precedente record, sempre detenuto da un romanzo di Yukio Mishima, La voce delle onde (1954), e ne fu pubblicata anche un’edizione speciale a tiratura limitata. È reputato il capolavoro del romanziere, per originalità stilistica e contenutistica, da molti critici e scrittori. Venne ristampato in patria in numerose edizioni e, già nel 1959, venne pubblicato negli Stati Uniti nella traduzione di Ivan Morris. Con questo romanzo, Mishima si è aggiudicato nel 1957 il prestigioso Premio Yomiuri, conferito dall'omonimo quotidiano.
Definito “romanzo filosofico” o “Bildungsroman nichilista”, l'opera è una meditazione, ricca di significati allegorici, su temi quali la bellezza, la morte, l’alienazione e la conoscenza di sé. Narrato in prima persona dal protagonista, ambientato durante la guerra del Pacifico (periodo che Mishima considerava il proprio “passato della nostalgia”), l'impianto filosofico del romanzo si basa sul concetto zen secondo cui la verità può essere raggiunta solo attraverso un processo intuitivo in cui pensiero e azione coincidono, che l'autore trae dall'opera del pensatore cinese Wang Yangming: Mizoguchi, infatti, nell'arco della narrazione si trasforma in un "nichilista attivo", figura che molti hanno visto contrapposta al "nichilista passivo" protagonista del precedente romanzo di Mishima Confessioni di una maschera (1948).
Hideo Kobayashi, nume tutelare della critica letteraria giapponese, definì il romanzo "una poesia lirica": in un'intervista a lui rilasciata, Mishima dichiarò di vedere Mizoguchi, ossessionato dalla bellezza, come un emblema dell'artista; rivelò inoltre di aver risieduto diverse notti nel Myoshin-ji, celebre tempio zen di Kyōto, per le ricerche preliminari alla stesura del romanzo. Lo stesso Mishima tornò sui temi trattati in quest'opera nel saggio Le forme della bellezza. A proposito del Padiglione d’oro (Bi no katachi – kinkakuji wo megutte, 1957).
Molti critici hanno ravvisato in Delitto e castigo di Fëdor Dostoevskij la principale fonte di ispirazione per il romanzo; ma numerosi sono stati i riferimenti anche ad autori del calibro di Mori Ōgai, Friedrich Nietzsche, Georges Bernanos, Joris-Karl Huysmans e Thomas Mann, autore di riferimento di Mishima.

## Altri media
Il Padiglione d'oro venne inizialmente adattato per il teatro shinpa, nel 1957, al teatro Shinbashi Enbujō di Tōkyō.
Il romanzo venne trasposto al cinema per la prima volta nel 1958: il celebre regista Kon Ichikawa diresse il film Enjô (Incendio), prodotto dalla Daiei, maggiormente incentrato sull'infanzia del monaco rispetto al romanzo di Mishima; lo stesso scrittore visitò il set in compagnia della moglie, durante la lavorazione. Il romanzo venne nuovamente adattato per il cinema nel 1976, anche se in forma sperimentale, dal regista giapponese Takabayashi Yōichi. Inoltre, il regista americano Paul Schrader utilizzò Il Padiglione d'oro come una delle tre novelle che costituiscono il nucleo del film del 1985 Mishima - Una vita in quattro capitoli, incentrato sulla vita dello scrittore.
Nel 1976, dal romanzo è stata tratta un’opera lirica, composta da Mayuzumi Toshirō su libretto di Claus Henneberg; presentata allo Staatsoper di Berlino, è stata successivamente riproposta al New York City Opera nel 1995 e al Tōkyō Bunka Kaikan nel 2001.
Nel 2013, dal romanzo è stata tratta un'opera, composta da Karol Beffa.

## Edizioni
- Kinkakuji, Tōkyō, Shinchōsha, 1956.
- Il Padiglione d’oro, trad. di Mario Teti, I Narratori n.287, Milano, Feltrinelli, giugno 1962, 1983; Collana i Garzanti n.278, Milano, Garzanti, 1971.
- Il Padiglione d’oro, trad. di Mario Teti, Collana UEF, Milano, Feltrinelli, 1986, ISBN 88-07-809-95-8.
- Il Padiglione d'oro, in Yukio Mishima, Romanzi e racconti. Volume I, 1949-1961, trad. di Mario Teti, Collana I Meridiani, Milano, Mondadori, 2008 (I ed. 2004), pp. 863-1114.